# Richard von Bienerth-Schmerling
Richard von Bienerth-Schmerling, též hrabě Richard Bienerth (2. března 1863 Verona, dnes v Itálii – 3. června 1918 Vídeň), byl rakousko-uherský, respektive předlitavský politik, v letech 1908–1911 předseda vlády Předlitavska, předtím ministr kultu a vyučování a ministr vnitra.

## Biografie

### Mládí a působení na úřednických postech
Byl synem c. k. polního podmaršála Karla Bienertha (1825–1882), po matce Violetě (1836–1907) byl vnukem rakouského politika Antona von Schmerlinga. Vystudoval Theresianum ve Vídni a od roku 1884 pracoval ve státní službě. Od roku 1886 působil na ministerstvu kultu a vyučování, kde se v roce 1897 stal ministerským radou. V roce 1899 se stal viceprezidentem dolnorakouské zemské školské rady.

### Ministrem a předsedou vlády Předlitavska
Vrchol jeho politické kariéry nastal na počátku 20. století. Nejprve se za druhé vlády Paula Gautsche stal dodatečně ministrem kultu a vyučování coby privizorní správce rezortu. Post si udržel i v následující vládě Konrada Hohenloheho. Funkci zastával v období 11. září 1905 – 28. května 1906. Pak byl v období 2. června 1906 – 15. listopadu 1908 ministrem vnitra ve vládě Maxe Becka. V této funkci dohlížel na realizaci volební reformy (všeobecné rovné volební právo), podle které pak proběhly volby do Říšské rady roku 1907.
Poté, co Beckova vláda skončila, byl následně od 15. listopadu 1908 do 28. června 1911 předsedou vlády Předlitavska (vláda Richarda Bienertha). Jeho vláda byla koncipována jako úřednická (zasedali v ní jako ministři-krajané jen tři ministři z parlamentních frakcí). Mnohé rezorty byly obsazeny jen provizorně, vysokými ministerskými úředníky. Kladla si za cíl nadstranickou (nepolitickou) politiku a překlenutí rozporů v politické životě Předlitavska. Dlouhodobě se ovšem potýkala (stejně jako většina předchozích vlád) s obstrukcemi, zejména českých poslanců parlamentu. V únoru 1908 proto Bienerth inicioval dočasné uzavření Říšské rady i českého zemského sněmu (v Praze dokonce vyhlášeno stanné právo) a následně provedl rekonstrukci vlády, do níž povolal i některé politické ministry. Během mezinárodní krize okolo Rakousko-Uherské anexe Bosny a Hercegoviny se mu nicméně podařilo prosadit v parlamentu důležité zákony související s financováním armády (a při tomto hlasování se česká opozice rozštěpila). V únoru 1909 znovu odstavil Říšskou radu od fungování, když ji čeští poslanci opětovně zablokovali obstrukcemi při projednávání jazykových a územněsprávních zákonů pro Čechy. V polovině roku 1910 se vláda potýkala s další významnou krizí, když jí loajalitu vypověděl Polský klub. V prosinci 1910 proto Bienerth nabídl rezignaci. Setrval ale v úřadu ještě několik dalších měsíců. Po volbách do Říšské rady roku 1911, v nichž vládní tábor ztratil většinu (zejména propad českých i německých klerikálních stran), definitivně ukončil své působení v čele předlitavské vlády.

### Pozdější kariéra
V letech 1911–1915 zasedal na postu místodržícího Dolních Rakous.